# 안드레 마투스

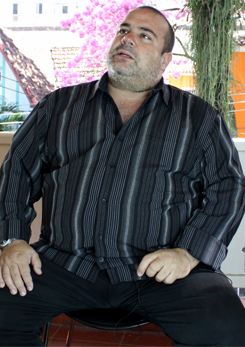

안드레 마투스(포르투갈어: André Mattos, 1961년 10월 8일 ~ )는 브라질의 배우이다. 리우데자네이루에서 태어났다.

## 방송
- 나르코스

## 영화
- 492명 (2017년) - 시세로 역
- 펠레: 버스 오브 어 레전드 (2016년)
- 나르코스 시즌1 (2015년) - 호르헤 오초아 역
- 베이커 거리의 상고 (2001년)